# نشان ملی لسوتو
نشان ملی لسوتو در ۴ اکتبر ۲۰۰۶ پس از چهلمین سالگرد استقلال لسوتو به تصویب رسید. تصویر تمساح روی سپر باسوتو است. این نماد سلسله بزرگ‌ترین قوم لسوتو، باکوئنا است. در پشت سپر دو اسلحه متقاطع وجود دارد، یک assegai و یک knobkierie. در سمت چپ و راست سپر حامیان سپر، دو اسب باسوتو قرار دارند. در پیش‌زمینه روبانی با شعار ملی لسوتو وجود دارد: Khotso, Pula, Nala (سوتو، به فارسی: صلح، باران، رفاه). تمساح روی سپر Basutoland، وجود دارد.

## باسوتولند استعماری
در ۲۰ مارس ۱۹۵۱ به مستعمره Basutoland نشان رسمی اعطا شد. این نشان تمساح با شعار KHOTSO KE NALA (صلح، رفاه است) را به تصویر می‌کشید.

نشان بسوتولند استعماری